# Encefalopatia traumatica cronica
L'encefalopatia traumatica cronica (CTE), nota anche come sindrome da demenza pugilistica, è una sindrome che è stata descritta per la prima volta nel football americano, riscontrata anche in ex-praticanti di altri sport di contatto, come: pugilato, hockey su ghiaccio, rugby, wrestling e arti marziali miste.
La condizione patologica è causata dall'accumularsi nel tempo di ripetute commozioni cerebrali. Si tratta di una taupatia: gli urti alla testa interferiscono con il metabolismo della cellula nervosa.
La scoperta è dovuta alle ricerche del dottor Bennet Omalu, neuropatologo nigeriano; il dottor Omalu iniziò così una battaglia contro la NFL, accusando la poca importanza data alla salute dei giocatori e il poco interesse per le precauzioni da prendere. La storia di questa scoperta è raccontata nel film Zona d'ombra del 2015.

## Eziologia
La sindrome deriva da una somma di fattori che includono il danno cerebrale ricorrente e di un idrocefalo comunicante progressivo formato da lesioni cerebellari ed extrapiramidali.

## Sintomatologia
Fra i sintomi che contraddistinguono la sindrome troviamo tremori, atassia, disartria e lesioni piramidali; inoltre alterazione della personalità, con conseguenti scatti d'ira, delirio, e gelosia ossessiva.